# Provisorische Regierung der Republik Korea
Die Provisorische Regierung der Republik Korea (kor. 대한민국 임시정부) war eine am 11. April 1919 gegründete Exilregierung. Sie wurde in Shanghai ausgerufen. Ihr Ziel war die Organisation und Durchsetzung der Unabhängigkeit Koreas vom Japanischen Kaiserreich, in welchem seit 1910 Korea eine Kolonie war.

## Geschichte

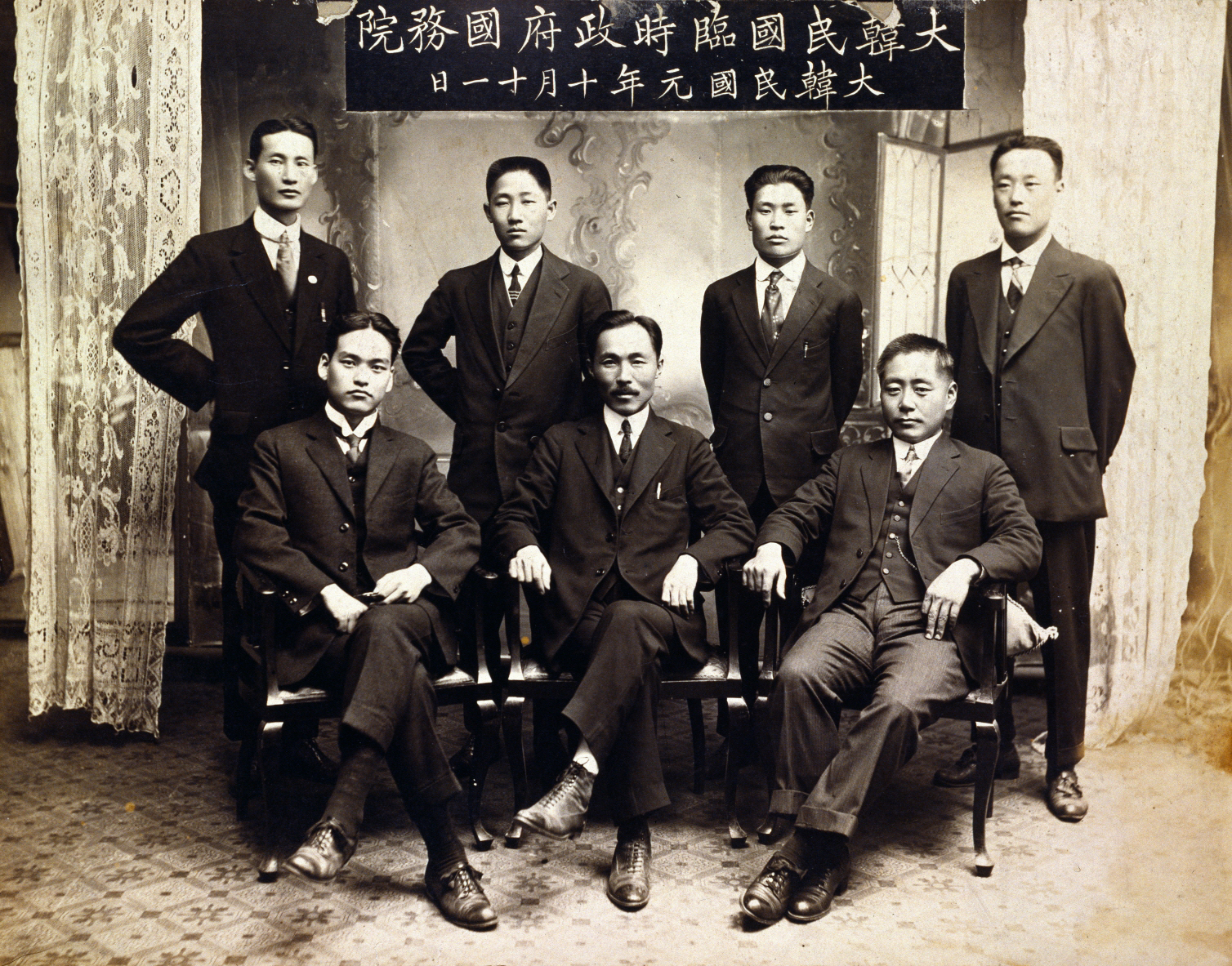
Provisorische Regierung 1919 in Shanghai

Infolge der Bewegung des ersten März 1919 gründeten sich neben der in Shanghai gegründeten Provisorischen Regierung der Republik Korea noch zwei weitere Exilregierungen: eine am 21. März in Wladiwostok und eine am 21. April in Keijō. Unter Ahn Chang-ho als Vermittler schlossen sich diese anderen mit der in Shanghai im August zusammen. Rhee Syng-man wurde zum ersten Präsidenten der Exilregierung gewählt. Zweimaliger Präsident war zudem Kim Gu und Kim Kyu-sik war Vizepräsident. Die Provisorische Regierung musste 1932 von Shanghai nach Hangzhou fliehen und gelangte nach mehreren Umzügen 1940 schließlich nach Chongqing. Hierhin zog sich die Regierung der Republik China um Chiang Kai-shek 1938, infolge des Chinesischen Bürgerkrieges und des Zweiten Japanisch-Chinesischen Kriegs, zurück.
Nach der Unabhängigkeit von Japan im Jahre 1945 zog die Provisorische Regierung aus dem Exil zurück auf die Koreanische Halbinsel in den vom US-amerikanischen Militär besetzten Südteil des Landes. Letzter Präsident der Exilregierung und erster Präsident der 1948 gegründeten Republik Korea, deren Regierung an die Stelle der Provisorischen Regierung trat, war wiederum Rhee Syng-man.

## Koreanische Befreiungsarmee
Bewaffneter Arm der Provisorischen Regierung war die Koreanische Befreiungsarmee (한국광복군, 韓國光復軍, Hanguk Gwangbokgun), die nach dem Umzug nach Chongqing am 17. September 1940 gegründet wurde. Am 9. Dezember 1941 erfolgte eine Kriegserklärung gegenüber dem Japanischen Kaiserreich. 1942 wurde ein militärisches Abkommen mit chinesischen Streitkräften geschlossen, mit denen gemeinsame Operationen durchgeführt wurden, gefolgt von einem Abkommen 1943 mit den britischen Streitkräften. Sie beteiligte sich unter anderem an der Seite der britischen Truppen in Myanmar und Indien am Kampf gegen die japanischen Streitkräfte. Führende Mitglieder der Befreiungsarmee waren Ji Cheong-cheon und Lee Beom-seok, der nach der Gründung der Republik Korea deren erster Premierminister wurde.